# حاقن ذاتي

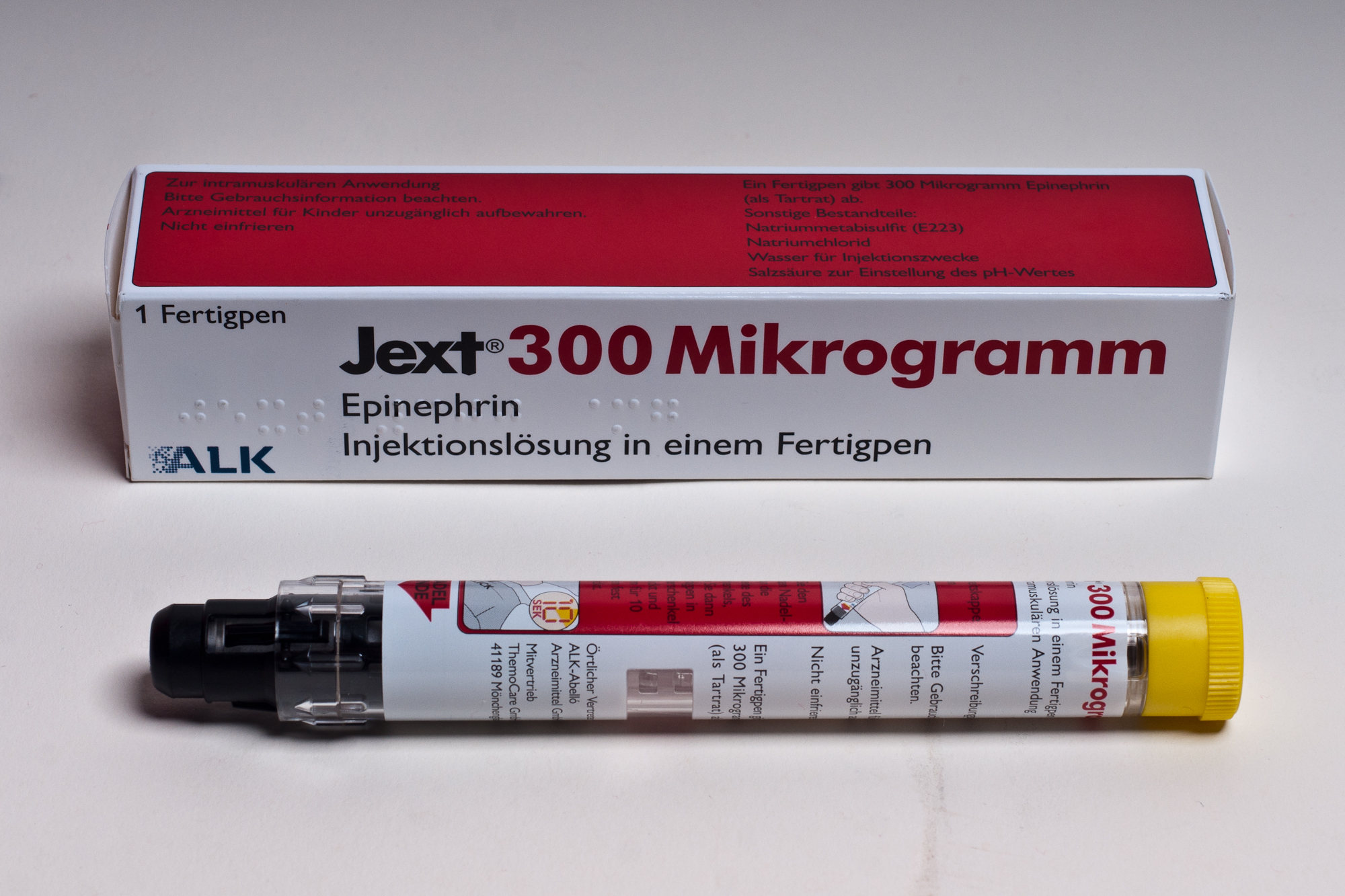

الحاقن الذاتي هو جهاز طبي صُمم لتقديم جرعة واحدة من دواءٍ معين (عادةً الأدوية المنقذة). تكون الكثير من الحقن الذاتية ذات خاصية النابض، وهي سهلة الاستخدام من ناحية التصميم ومُعدة للاستخدام الشخصي من قِبل المرضى أو من قِبل أشخاص غير مدربين. موقع الحقن في الجسم يعتمد على نوع الدواء، لكنه عادةً ما تُحقن في الفخذ أو الأرداف، وهذه الحقن قد صُممت في البداية للتغلب على التردد أثناء استخدام الأجهزة الطبية القائمة على الإبر.

## التصميم
الحاقن الذاتي يُبقي رأس الإبرة مغطى قبل الحقن، وله خاصية السلامة الذاتية تجنبًا للحقن الخاطئ. عمق الحُقن قابل للتعديل ويمكن تثبيته وإزالة غطاء الإبرة؛ فعن طريق الضغط على الزر يتم إدراج إبرة الحُقنة تلقائيًا ودفع الدواء لموقع الحَقن، وبعد الانتهاء من عملية الحَقن، بعض الحُقن الذاتية لديها إشارة مرئية للتأكد من أن الجرعة تم دفعها بالكامل، والحاقن الذاتي يحتوي على حُقن زجاجية يمكن أن تكون هشة أو معرضة للتلوث، وفي الآونة الأخيرة تبحث الشركات لصنع حُقن الحاقن الذاتي من مادة البلاستيك تجنبًا لهذه المشكلة.

## أمثلة
- Anapens, EpiPens, Emerades ومؤخراً أُعيد تسميته لـ Auvi-Q غالبا ما توصف للأشخاص الذين هم في خطر الإصابة بالحساسية المفرطة.
- Rebiject, Rebiject II, Rebidose الحاقن الذاتي لـ Rebif وأدوية الإنترفيرون بيتا-1A المستخدمة لعلاج التصلب المتعدد، والحاقن الذاتي من إصدار Avonex لنفس الدواء متواجد في السوق.
- الحاقن الذاتي SureClick هو نتاج مزيج من الأدوية، Enbrel لعلاج التهاب المفاصل الروماتويدي أو Aranesp لعلاج فقر الدم.

## الاستخدام العسكري
غالباً ما يُستخدم الحاقن الذاتي في الجيش لحماية أفراده من عوامل الحرب الكيميائية. ففي الولايات المتحدة الأمريكية، يُستخدم الأتروبين و2-PAM-الكلور (كلوريد البراليدوكسيم) للإسعافات الأولية (المساعدات الذاتية) ضد غاز الأعصاب مثل: مارك الأول NAAK (Nerve Agent Antidote Kit) (دواء مضاد لغاز الأعصاب)، تُقدم الأدوية في شكلين من الحقن الذاتية المنفصلة. وأحدث طراز ATNAA (Antidote Treatment Nerve Agent Auto-Injector) (الحاقن الذاتي المضاد لعلاج غاز الأعصاب) يحتوي على كلا الدوائين في حقنة واحدة مما يسمح بتبسيط طريقة الحقن. وفي حرب الخليج كان استخدام الحُقن الذاتية الغير ضروري لمادة الأتروبين من قِبل المدنيين الإسرائيليين قد أدى إلى مشكلة طبية كبيرة. وقد استخدم أيضًا أفراد خدمة الولايات المتحدة الأمريكية الحُقن الذاتية المحتوية على مارك الأول NAAK والـ diazepam(الفاليوم).

## البدائل
البديل الأحدث للحقن الذاتية هو الحاقن الذاتي الدافع بالغاز، والذي يحتوي على أسطوانات الغاز المضغوط ويدفع جرعة السائل عن طريق الجلد من دون استخدام إبرة، وهذا له ميزة أن المرضى الذين يخشون من الإبر أكثر تقبلًا لاستخدام هذه الأجهزة، ويمكن إعادة شحن هذه الحقن الذاتية واستخدامها لمختلف الجرعات والأدوية. وبالرغم من تطبيق الحقن الذاتية على نطاق واسع حتى الآن لم يتم تطبيقها في استخدام الإنسولين لعلاج مرضى السكري.